# カセットテープ・ダイアリーズ
『カセットテープ・ダイアリーズ』（Blinded by the Light）は2019年のイギリスの青春映画。監督はグリンダ・チャーダ、出演はヴィヴェイク・カルラとクルヴィンダー・ギールなど。1980年代後半の英国を舞台に、パキスタン系移民の両親と暮らす少年の苦悩と成長を描いている。原作はサルフラズ・マンズールが2007年に発表した自叙伝『Greetings from Bury Park: Race, Religion and Rock N’ Roll』。
なお、原題はブルース・スプリングスティーンが1973年に発表した楽曲『Blinded by the Light』（日本語題『光で目もくらみ』）から取られている。また、本作の日本語字幕は風間綾平が担当した。

## ストーリー
1987年イギリス。郊外の小さな町ルートンで暮らす高校生のジャべドは、作家になることを夢見ていた。ジャベドの両親は若い頃にパキスタンから来た移民で、一家は露骨で暴力的な人種差別の中、目立たないように暮らしていた。
高校の友人の影響で、ジャべドはブルース・スプリングスティーンの含蓄に富んだ歌詞に夢中になった。白人の少女イライザと親しくなり、新聞社に体験入社した経験からも、人種差別を超えた成功を夢見るジャべド。しかし、保守的で厳格なイスラム教徒の父マリクは、ジャべドが西洋の音楽を聴くことも快く思わなかった。
不況の折、リストラで工場から解雇される父マリク。頑固で体面を重んじるマリクは、妻ヌールの内職を二倍に増やしても、自分が行う同胞への奉仕は無料のままで、謝礼を求めなかった。
ジャべドの論文がコンクールで入賞し、副賞としてアメリカの大学のセミナーに招待された。しかし父マリクは、ジャべドの渡米を許さなかった。パキスタン移民の作家などいない、それは裕福なイギリス人がなるものだと吐き捨てるマリク。
父に勘当されてもアメリカ行きを決行するジャべド。帰国後は家に帰らず、友人宅から高校に通った。
一方で、無職が続き、沈みがちなマリク。そんな夫を優しく諭す妻ヌール。
高校で、成績優秀者としてスピーチするジャべド。小さな町を出て成功する夢を語る予定だったが、ジャべドは、会場に両親が来ていることに気づいた。
スピーチの内容を変え、家族と和解して、自分の夢に橋をかけたいと父マリクに語りかけるジャべド。
やがて夏が終わり、ジャべドは家族に見送られながら、大学に向け、出発するのだった。

## キャスト
- ジャベド・カーン: ヴィヴェイク・カルラ（英語版） - カレッジ（大学進学準備学校）に入学した16歳の少年。
- マリク・カーン: クルヴィンダー・ギール（英語版） - ジェベドの父親。16年間勤務した工場を解雇される。
- ヌール・カーン: ミーラ・ガナトラ - ジャベドの母親。内職で家計を支える。
- イライザ: ネル・ウィリアムズ（英語版） - ジャベドの同級生。保守的な両親への反発から左翼系の政治活動に夢中。
- ループス: アーロン・ファグラ - シーク教徒の少年。ジャベドと親友に。
- マット: ディーン＝チャールズ・チャップマン - ジャベドの幼なじみ。バンド活動中。
- マットの父親: ロブ・ブライドン - ブルース・スプリングスティーンのファン。
- グレイ先生: ヘイリー・アトウェル - ジャベドの才能を見出した教師。
- ミスター・エバンズ: デヴィッド・ヘイマン（英語版） - カーン家の隣人。ジャベドの才能を評価。
- ミセス・アンダーソン: サリー・フィリップス（英語版） - ヌールの内職の注文主。

## 製作
2018年2月13日、グリンダ・チャーダが本作の監督に起用されたとの報道があった。4月11日、本作の主要キャストが発表された。12月12日、A・R・ラフマーンが本作で使用される楽曲を手掛けることになったと報じられた。2019年8月9日、ソニー・ミュージックが本作のサウンドトラックを発売した。

## 公開・マーケティング
2019年1月27日、本作はサンダンス映画祭でプレミア上映された。製作サイドはプレミア上映の席にブルース・スプリングスティーンを招待していたが、スプリングスティーンは「自分が出席することによって、観客の注意が作品から逸れるような事態は避けたい」という理由でそれを辞退した。2月1日、ワーナー・ブラザース映画とニュー・ライン・シネマが本作の配給権を1500万ドルで購入したとの報道があった。5月2日、本作のオフィシャル・トレイラーが公開された。11月3日、本作は第32回東京国際映画祭で特別招待作品として上映された。。
当初、本作は2020年4月17日に日本で公開される予定だったが、新型コロナウイルスの流行が拡大していることを受けて、7日、配給元のポニーキャニオンは本作の公開延期を発表した。

## 興行収入
本作は『Where'd You Go, Bernadette』、『グッド・ボーイズ』、『海底47m 古代マヤの死の迷宮』、『アングリーバード2』と同じ週に封切られ、公開初週末に400万ドル前後を稼ぎ出すと予想されていたが、この予想は的中した。2019年8月16日、本作は全米2307館で公開され、公開初週末に433万ドルを稼ぎ出し、週末興行収入ランキング初登場10位となった。

## 評価
本作は批評家から絶賛されている。映画批評集積サイトのRotten Tomatoesには197件のレビューがあり、批評家支持率は90%、平均点は10点満点で7.44点となっている。サイト側による批評家の見解の要約は「人間の生を肯定するロックの名曲を思わせる出来だ。『カセットテープ・ダイアリーズ』は全編にみなぎる確たる自信と才能の輝きによって観客の心の琴線に触れる。また、同作の結末は観客にもう一度最初から鑑賞したいと思わせるものである。」となっている。また、Metacriticには44件のレビューがあり、加重平均値は71/100となっている。なお、本作のCinemaScoreはA-となっている。